# ГДР на зимних Олимпийских играх 1984
ГДР приняла участие в зимних Олимпийских играх 1984 года в Сараево, Югославия. Спортсмены Германской Демократической Республики завоевали 24 медали и заняли 1 место в общекомандном зачёте.

## Медалисты
Золото
- Вольфганг Хоппе и Дитмар Шауэрхаммер — бобслей, двойки, мужчины
- Вольфганг Хоппе, Роланд Ветциг, Дитер Шауэрхаммер и Андреас Кирхнер — бобслей, четвёрки, мужчины
- Криста Ротенбургер — конькобежный спорт, 500 м, мужчины, 500 м, женщины
- Карин Энке — конькобежный спорт, 1000 м, женщины
- Карин Энке — конькобежный спорт, 1500 м, женщины
- Андреа Шене — конькобежный спорт, 3000 м, женщины
- Йенс Вайсфлог — прыжки с трамплина, малый трамплин, мужчины
- Штеффи Мартин — санный спорт, женщины
- Катарина Витт — фигурное катание, женщины

 Серебро
- Франк-Петер Рёч — биатлон, индивидуальная гонка, 20 км, мужчины
- Бернхард Леман и Богдан Музиоль — бобслей, двойки, мужчины
- Бернхард Леман, Богдан Музиоль, Инго Фоге и Эберхард Вайзе — бобслей, четвёрки, мужчины
- Андреа Шене — конькобежный спорт, 500 м, мужчины, 1000 м, женщины
- Андреа Шене — конькобежный спорт, 1500 м, женщины
- Карин Энке — конькобежный спорт, 500 м, женщины
- Карин Энке — конькобежный спорт, 3000 м, женщины
- Йенс Вайсфлог — прыжки с трамплина, большой трамплин, мужчины
- Беттина Шмидт — санный спорт, женщины

 Бронза
- Матиас Якоб — биатлон, спринт, мужчины
- Габи Занге — конькобежный спорт, 3000 м, женщины
- Рене Шоэфиш — конькобежный спорт, 5000 м, мужчины
- Рене Шоэфиш — конькобежный спорт, 10000 м, мужчины
- Йорг Хофман и Йохен Пицш — санный спорт, двойки, мужчины
- Уте Оберхофнер — санный спорт, женщины